# 泰國友好城市或姐妹城市列表

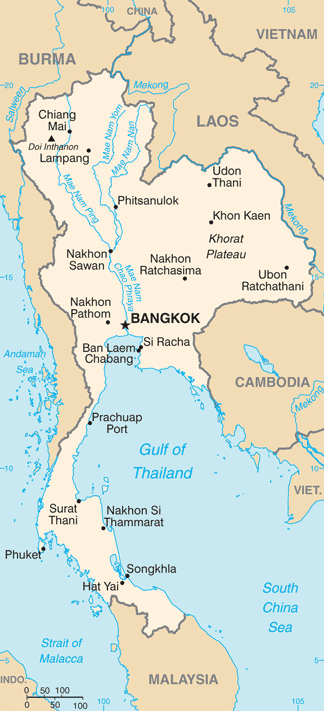
泰國地圖

本列表為有跟泰國城市結為友好城市（通常為歐洲城市）或姐妹城市（通常為其他地方的城市）的外國城市列表。

## B
曼谷
- 日本愛知縣
- 土耳其安卡拉
- 哈薩克阿斯塔納
- 中國北京市
- 中國潮州市
- 中國重慶市
- 日本福岡縣
- 中國廣州市
- 越南河內市
- 越南胡志明市
- 土耳其伊斯坦堡
- 印尼雅加達
- 瑞士洛桑
- 菲律賓馬尼拉
- 俄羅斯莫斯科

- 馬來西亞檳島市政廳
- 柬埔寨金邊
- 俄羅斯聖彼得堡
- 南韓首爾
- 中國山東省
- 中國上海市
- 蒙古烏蘭巴托市
- 美國華盛頓哥倫比亞特區
- 中國武漢市

## C
清萊
- 美國聯合市

## U
烏隆府
- 美國雷諾